# Хвасон-14
Хвасон-14 (화성-14 (Марс-14), по классификации МО США и НАТО — KN-20) — северокорейская мобильная межконтинентальная баллистическая ракета. Первый полёт совершён 4 июля 2017 года.
4 июля 2017 года в поселке Банхён, находящемся на западе КНДР, была запущена ракета Хвасон-14. По заявлениям КНДР, ракета поднялась на высоту 2802 км, пролетела 933 км и упала в Восточное (Японское) море.
Однако, по данным Минобороны России, ракета достигла высоты 535 км и пролетела 510 км, и правительство России считает запущенную в КНДР ракету не межконтинентальной, а ракетой средней дальности.
Через день после запуска Совбез ООН провел внеочередное заседание. Запуск подобных ракет КНДР является нарушением резолюции Совбеза № 2356 от июля 2017 года и мировое сообщество предусматривает новые санкции в отношении КНДР — замораживание имущества КНДР за рубежом, запрет поставок нефти, контроль отправления работников за рубеж и так далее.
28 июля 2017 года был проведён второй запуск. По заявлениям КНДР, ракета поднялась на высоту 3724,9 км, пролетела 998 км. По данным Минобороны России, ракета достигла высоты 681 км и пролетела 732 км.

## Скандал с утечкой технологии
По сведениям немецких специалистов, КНДР не разработала ракету самостоятельно, а получает их компоненты из стран бывшего СССР.
Газета New York Times высказала предположение, что прототипом двигателей ракеты «Хвасон-14» могли послужить двигатели семейства РД-250 украинского производства (Южмаш), которые были проданы Украиной в КНДР из своих складских запасов, американский эксперт Майкл Эллеман предположил так же выкуп конструкторской документации вместе с приобретением некоторой части двигателей. Украинская сторона опровергает свою причастность к поставкам в КНДР вообще какой-либо военной техники.
Российский эксперт по вопросам нераспространения ядерного оружия Владимир Хрусталев считает данный скандал «очередным поиском виноватого» — после первого теста в утечке технологий обвинялись другие страны. Как отмечает Хрусталев, после развала СССР многие документы по раннему советскому ракетостроению были рассекречены, что фактически стало утечкой советских данных.
По данным разведки Южной Кореи, Северная Корея получила от 20 до 40 двигателей RD-251 от России в 2016 году.
Джошуа Поллак, главный редактор сборника The Nonproliferation Review, отмечает высокую вероятность утечки данных по РД-250 с Украины, однако отмечает, что двигатель «Хвасон-14» не является им и вероятно разработан в кооперации с Ираном.